# Попов, Антон Иванович
Анто́н Ива́нович Попо́в (6 июля 1748—13 августа 1788) — поэт, протоиерей, педагог и миссионер.

## Биография

### Детство
Антон Иванович Попов родился в семье священника села Ключевского, Кунгурского уезда, Вятской губернии. Воспитывался в Кунгурской гимназии, основанной преосвященным Варфоломеем.

### Образование и педагогическая деятельность
С 1763 года он продолжил образование в Хлыновской семинарии, где с 1768 года начал преподавательскую деятельность. В семинарии Попов занимал следующие должности:
- Учитель низшего класса (1768);
- Учитель пиитики (конец 1768);
- Учитель риторики (с сентября 1771);
- Префект семинарии (с июля 1772);
- Преподаватель философии (с июля 1775).

В конце 1775 года Попов оставил преподавательскую деятельность. В октябре 1781 года был назначен протоиереем Петропавловского собора в Перми. С этого же времени он также занимался миссионерской деятельностью среди коренных народов Пермского края.

### Литературная деятельность
Антон Иванович Попов, хорошо знавший произведения классических поэтов, особенно сатириков, увлекался стихотворчеством. Его эпиграммы долгое время распространялись в рукописном виде, а в 1770-х годах были изданы в Санкт-Петербурге под заглавием «Сатирические забавные и сатирические нравоучительные надписи и эпиграммы, сочиненные в г. Хлынове Вятской Семинарии префектом Антоном Поповым». Второе издание эпиграмм вышло в 1786 году в Санкт-Петербурге и вызвало критику в журнале «Зеркало Света» (1787, кн. I).

### Смерть
Антон Иванович Попов скончался 13 августа 1788 года, в Перми, где жил последние 7 лет, будучи протоиереем Петропавловского собора.

### Наследие
Попов внес значительный вклад в развитие образования и литературной культуры своего времени, сочетая педагогическую деятельность с миссионерской работой и творческим самовыражением.